# Morohashi Tetsuji

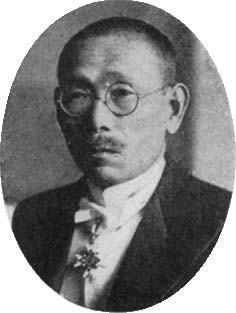
Morohashi Tetsuji

Morohashi Tetsuji (japanisch 諸橋 轍次; * 4. Juni 1883 in Morimachi, Minamikambara-gun, heute: Sanjō; † 8. Dezember 1982) war ein bedeutender japanischer Sinologe, Philosoph, Gelehrter und Lexikograf.

## Leben  und Wirken
Morohashi Tetsuji studierte Japanisch und Chinesisch an der „Höheren Lehrerbildungsanstalt“ (東京高等師範学校, Tōkyō kōtō shihan gakkō) und machte dort 1908 seinen Abschluss. Anschließend besuchte er die Graduiertenabteilung derselben Schule bis 1910. Er unterrichtete dann an seiner Schule bis 1945. Er lehrte an der Geistes- und Naturwissenschaftlichen Hochschule Tokio (später Pädagogische Universität Tokio), der Daitō-Bunka-Universität und der Geisteswissenschaftlichen Hochschule Tsuru, deren Rektor er auch war. Daneben betreute er auch die Buchsammlung Seikadō Bunko.
Morohashis Forschungsschwerpunkte waren die japanische Sprache und die Sinologie. Am besten bekannt ist er als Herausgeber des 13-bändigen Dai Kan-Wa jiten (大漢和辞典, dt. „Großes chinesisch-japanisches Wörterbuch“), das er trotz Verlustes seiner Daten bei der Bombardierung Tōkyōs im Pazifikkrieg 1960 nach 15-jähriger Arbeit fertigstellen konnte. Dieses Werk wird als das umfangreichste und genaueste Lexikon zur chinesischen Schrift angesehen.
Das Morohashi-Tetsuji-Museum (諸橋轍次記念館) befindet sich in seiner Heimatstadt Sanjō und wird Kangaku no Sato (漢学の里, dt. „Heim der Chinakunde“) genannt.
Morohashi wurde 1943 mit dem Asahi-Preis und 1965 mit dem Kulturorden ausgezeichnet.

## Werke
- Dai Kan-Wa jiten. Tokyo: Taishukan Shoten 1955–1960
- Morohashi Tetsuji chosaku-shū. 10 Bände (1976–1977)